# Bruno Mora
Bruno Mora   (Parma, 29 de març de 1937 - Parma, 10 de desembre de 1986) fou un futbolista italià de la dècada de 1960.
Fou 21 cops internacional amb la selecció de futbol d'Itàlia amb la qual participa al Mundial de 1962.
Pel que fa a clubs, destacà a UC Sampdoria, Juventus FC, AC Milan i A.C. Parma.
Va jugar com a titular la final de la Copa d'Europa de 1963, que el Milan va guanyar contra el SL Benfica per 2 a 1 a l'estadi de Wembley a Londres, i que representà la primera victòria italiana en la competició.
L'any 1983 fou entrenador del Parma FC.